# Ультрафіолетова астрономія

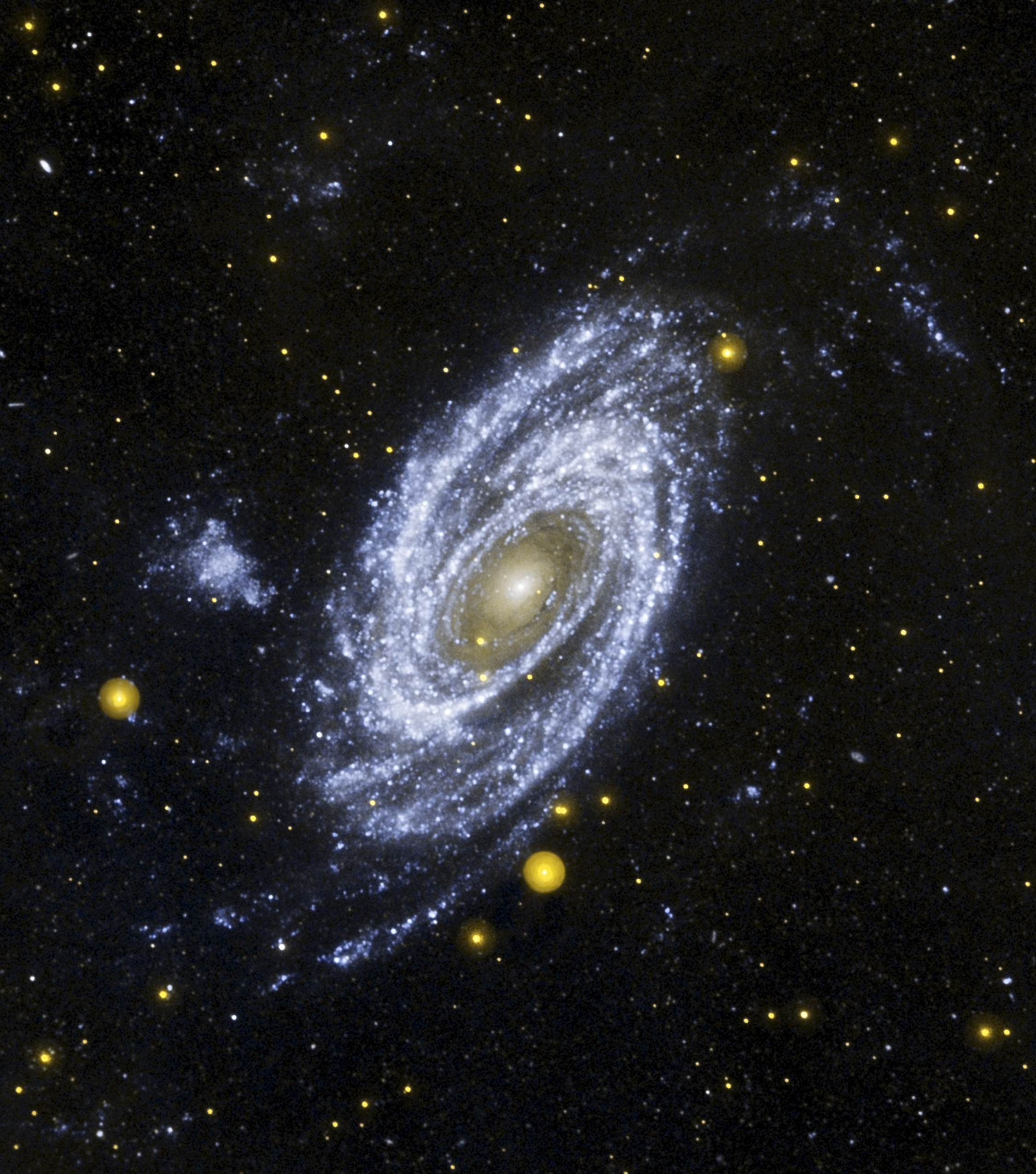
Зроблене телескоп GALEX зображення спіральної галактики М81 в ультрафіолетовому світлі.
Авторство: GALEX/НАСА/лабораторія реактивного руху-Калтех.

Ультрафіолетова астрономія — це спостереження електромагнітного випромінювання в ультрафіолетовому діапазоні довжин хвиль приблизно від 10 до 320 нм; коротші хвилі—фотони вищої енергії—вивчаються рентгенівською астрономією і гамма-астрономією. Світло на цих довжинах хвиль поглинається атмосферою Землі, тому спостереження на цих хвилях повинно здійснюватися з верхніх шарів атмосфери чи з космосу.
Вимірювання ультрафіолетових ліній спектру використовуються, щоб розрізняти хімічний склад, щільність і температуру міжзоряного середовища, а також температуру і склад гарячих молодих зірок. Ультрафіолетові спостереження можуть також надати важливу інформацію про еволюцію галактик.
Ультрафіолетовий Всесвіт виглядає зовсім інакше від знайомих зір і галактик у видимому світлі.
Більшість зірок є відносно холодними об'єктами, що випромінюють більшість свого електромагнітного випромінювання у видимій або ближній інфрачервоній частині спектра. Ультрафіолетове випромінювання і випромінювання високоенергетичних часток характерне для гарячих об'єктів, як правило на ранньому та пізньому етапах їх еволюції.
Якщо б ми могли побачити небо в ультрафіолетовому світлі, більшість зірок би зникла — ми б бачили кілька дуже молодих масивних зірок і деякі дуже старі зірки і галактики, а хмари газу і пилу блокували б наш зір у багатьох напрямках вздовж Чумацького Шляху.
Засновником цієї галузі астрономі переважно вважається Чарльз Стюарт Бойєр.

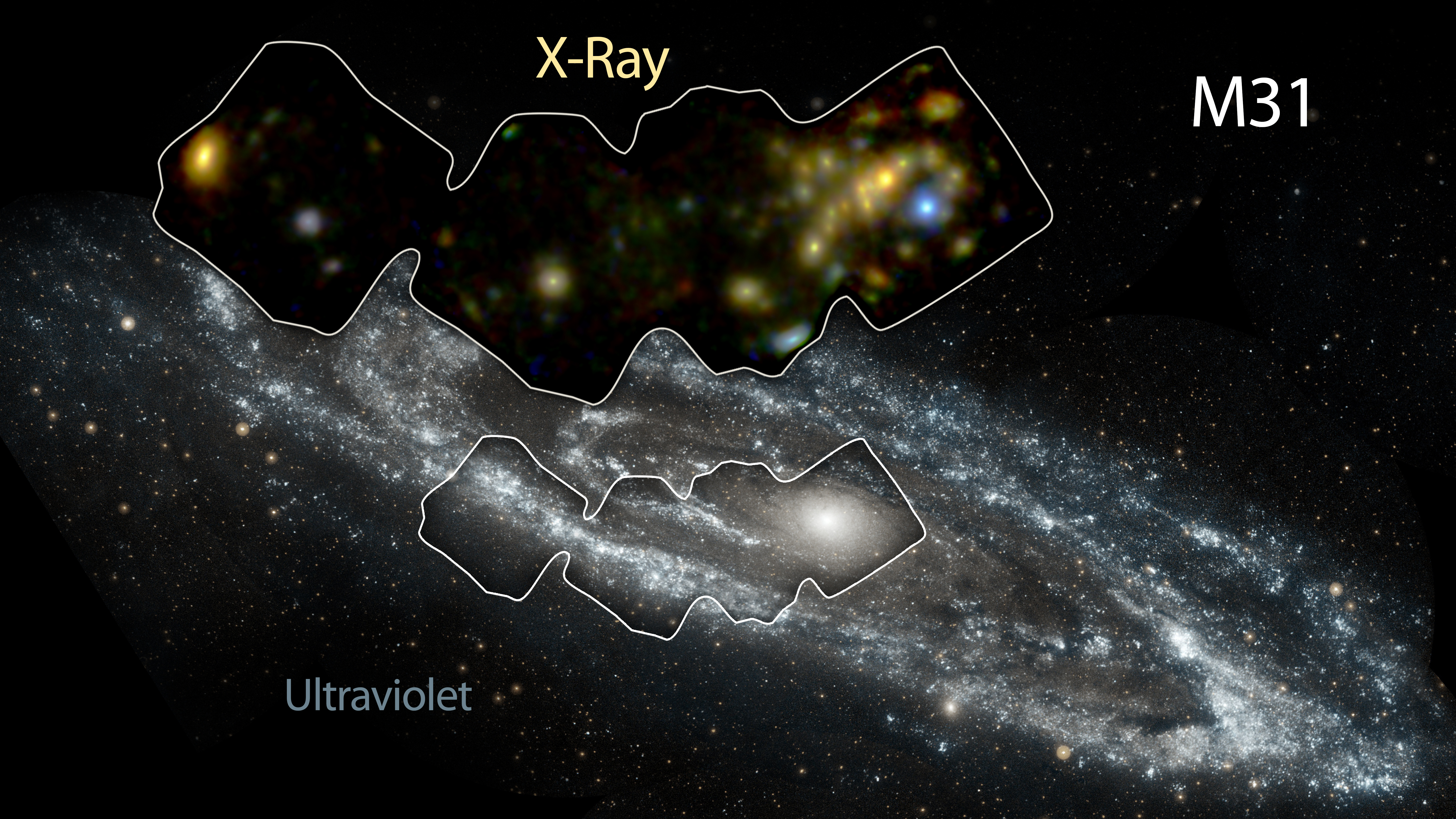
Галактика Андромеди — зображення у високоенергетичних рентгенівських світлі та ультрафіолетовому світлі (фото оприлюднене 5 січня 2016 року).

## Ультрафіолетові космічні телескопи та інструменти

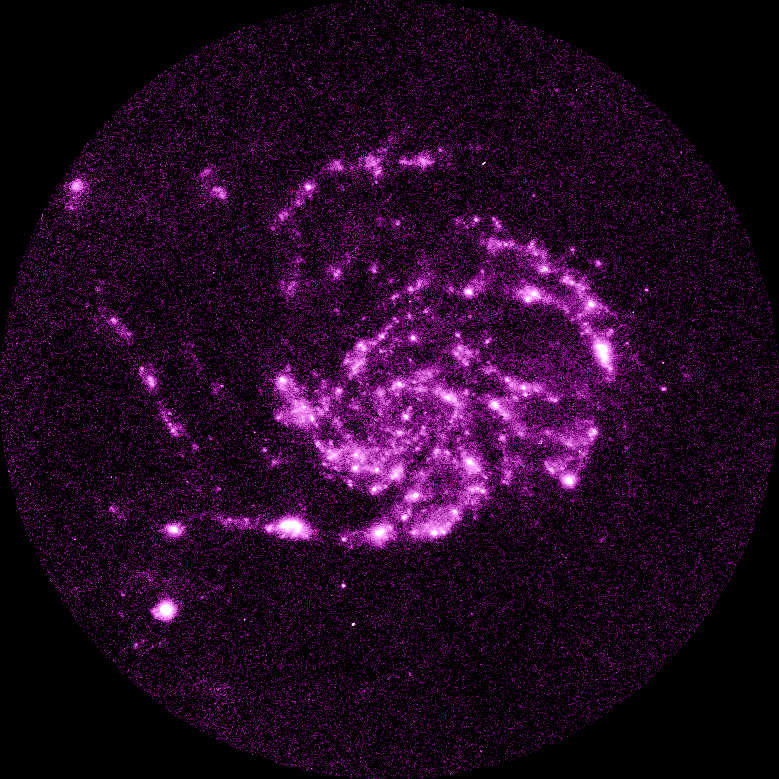
Зображення М101 в ультрафіолеті за допомогою Astro 2 UIT

- — Far Ultraviolet Camera/Spectrograph на «Аполлон-16» (квітень 1972)
- + ESRO — TD-1A (135—286 nm; 1972–74)
- — Orbiting Astronomical Observatory (#2:1968-73. #3:1972-81)
- — космічні обсерваторії «Оріон-1» та «Оріон-2» (#1:1971; спектр 200—380 нм; #2:1973; спектр 200—300 нм)
- +  — Astronomical Netherlands Satellite (150—330 нм, 1974–76)
- + ESA — International Ultraviolet Explorer (115—320 нм spectra, 1978–96)
- — «Астрон-1» (1983–89; 150—350 нм)
- — «Глазар-1» та «Глазар-2» на орбітальній станції «Мир» (у «Квант-1», 1987—2001)
- — EUVE (7-76 ни, 1992—2001)
- — FUSE (90.5-119.5 нм, 1999—2007)
- + ЄКА — Extreme ultraviolet Imaging Telescope (на SOHO, досліджуючи Сонце на 17,1, 19,5, 28,4 та 30,4 нм)
- — GALEX (135—280 нм, 2003—2013)
- + ЄКА — Габбл (Hubble STIS 1997—115–1030 нм) (Hubble WFC3 2009–200-1700 нм)
- — Swift Gamma-Ray Burst Mission (спектр 170—650 нм, 2004--)
- — Hopkins Ultraviolet Telescope (літав 1990 та 1995 р.)
- — ROSAT XUV[2] (17-210eV) (30-6 nm, 1990—1999)
- — Public Telescope (PST)[3][4][5] (100—180 нм, запуск планується на 2019 р.)
- — Astrosat (спектр 130—530 нм, запущений у вересні 2015 р.)

См. також список космічних телескопів#ультрафіолет